# Наумова-Широких, Вера Николаевна
Вера Николаевна Наумова-Широких (23 ноября 1877 года, Санкт-Петербург — 1 мая 1955 года, Томск) — русский учёный-литературовед, Герой Труда (1935).

## Биография
Родилась в семье писателя Н. И. Наумова (1838—1901), жившего в то время в Петербурге. Н. И. Наумов был знаком с Н. М. Ядринцевым, Г. Н. Потаниным, Н. А. Некрасовым, И. С. Тургеневым, Г. И. Успенским, Г. З. Елисеевым. Крёстным отцом Веры был М. Е. Салтыков-Щедрин
Мать, Татьяна Христофоровна, урожденная Попова, окончила Медико-хирургическую Академию (первый выпуск женщин-врачей в России), была
активной народницей, за «хождение в народ» в 1882 году выслана с семьей в Сибирь, в село Боготол Мариинского уезда Томской губернии.
В 1887 году семья переехала в Томск. В Томске в круг общения семьи входили К. М. Станюкович, Д. А. Клеменц, Ф. В. Волховский, С. Л. Чудновский, А. И. Иванчин-Писарев, С. С. Синегуб. В дом приходил В. Г. Короленко во время своего пребывания в Томске.
Вера обучалась в Томской Мариинской женской гимназии (окончила в 1894 году с серебряной медалью) и на историческом факультете Высших женских курсов в Санкт-Петербурге. Во время учёбы познакомилась с Надеждой Крупской. По окончании курсов в 1900 году, преподавала на них. а также в старших классах гимназии. Под руководством профессора И. А. Шляпкина изучала рукописные памятники древнерусской письменности в архиве Новгородского Софийского собора. Некоторое время жила в семье Д. И. Менделеева, с которым хорошо был знаком её отец.
В 1902 году вышла замуж за инженера Балтийского Судостроительного завода Ивана Ивановича Широких. В 1904 году их семья переехала на Урал, в 1904—1916 годах преподавала в горно-заводской школе на Урале, 1916—1917 годах — в Пермском университете.
В 1918 году возвращается в Томск, преподает в Томском государственном университете. С 1919 года работала в Научной библиотеке Томского университета, с 1922 по 1929 годы была в должности заведующей библиотеки. Во многом благодаря её усилиям был спасён ценнейший библиографический фонд — в годы Первой мировой и Гражданской войн здание Научной библиотеки использовалось властями под расквартирование воинских частей и государственных учреждений: с лета 1915 года по февраль 1917 года в библиотеке стоял 39 Сибирский запасной полк, устроивший в актовом зале и смежных комнатах солдатские казармы с 12-ми ярусными деревянными нарами, на первом этаже — командные и интендантские службы. Позже библиотеку занимали Томский ревком, Временное Сибирское правительство, Директория, Верховный правитель Колчак. В 1919 году, потеряв мужа, осталась одна с двумя детьми (двое старших умерли во младенчестве).
Обосновала необходимость открытия в Томске вуза педагогического профиля, активно добивалась осуществления своих предложений, во многом благодаря ей 28 сентября 1930 года состоялось открытие педагогического факультета Томского университета. В 1930—1938 годах — завкафедрой литературы Томского педагогического института.
18 мая 1933 года была обвинена в участии в контрреволюционной повстанческой организации и 2 июля 1933 года осуждена по статье 58-10-11 УК РСФСР к лишению права проживания в Томском округе сроком на 3 года и 12 лет поражения в правах. В связи с преклонным возрастом и болезненным состоянием была оставлена в Томске (по этим обвинениям реабилитирована Томским областным судом 22 июня 1961 года.) Сыграло роль и заступничество Н. К. Крупской и М. Горького.
В феврале — июне 1938 года была направлена Народным комиссариатом просвещения в командировку во Францию, Бельгию и Чехию для изучения организации библиотечного дела.
В 1938—1941 годах работала в Библиотеке имени Ленина, заместитель директора по научной части.
С 1941 по 1955 годы работала в должности директора Научной библиотеки ТГУ. Избиралась депутатом Томского городского Совета.
Умерла 1 мая 1955 года.

## Награды и Память
Звание Героя Труда присвоено в 1935 году, в 1948 году — звание «Заслуженного деятеля науки РСФСР».